# Segundina Flores
Segundina Flores Solamayo (La Palca, Bolivia; 30 de marzo de 1968) es una activista sindicalista, dirigente social y política boliviana. Es Secretaria Ejecutiva de la Confederación Nacional de Mujeres Campesinas Indígenas Originarias de Bolivia - Bartolina Sisa. De 2010 a 2015 fue diputada por Santa Cruz en la Asamblea Legislativa Plurinacional de Bolivia.

## Trayectoria
Nació en la comunidad de La Palca, en el municipio de Sucre de la provincia de Oropeza en el departamento de Chuquisaca, el 30 de marzo de 1968. Solo logró estudiar hasta tercero de primaria porque en su escuela solo se impartía clases hasta tercero básico y para continuar estudiando debía desplazarse a la ciudad. A los doce años todavía no sabía hablar castellano, algo que le dificultó más su reinserción en la escuela.
Inició su activismo en el ámbito político como dirigente sindical. En los años 80 trabajó en radio ACLO en capacitación de mujeres para crear huertos comunales y artesanía. En 1990 fue promotora de la Comunidad La Palca en la provincia de Oropeza. Cuando sus padres murieron se trasladó a la ciudad de Santa Cruz de la Sierra donde trabajó un año como empleada doméstica. Posteriormente con el apoyo de sus hermanas logró tierras en La Guardia.  Allí conformó una organización de mujeres y  cuatro años después, en 1994 asumió el liderazgo Mujeres Bartolina Sisa en La Guardia. Posteriormente fue designada como Secretaria de la Confederación de la que en 2010 era Secretaria de Hacienda.
Pertenece al Instrumento Político por la Soberanía de los Pueblos desde sus inicios y participó activamente en bloqueos, marchas y luchas.

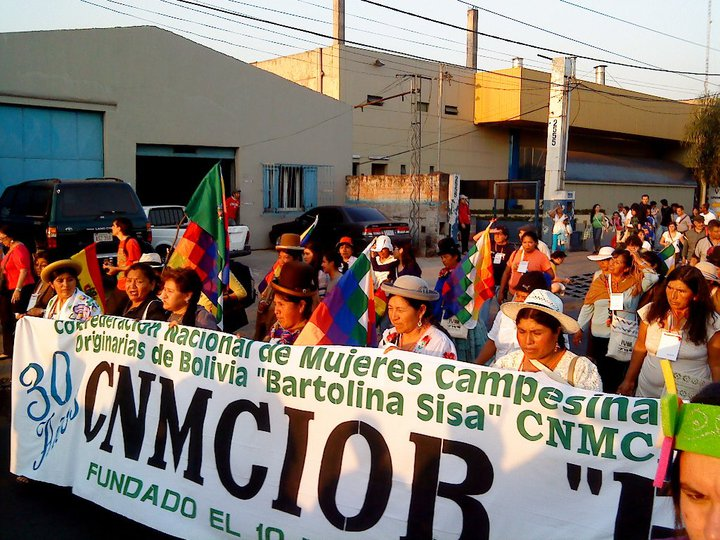
Foro Social Las Américas 2010

### Diputada de la Asamblea Legislativa de Bolivia
En las elecciones generales de 2009 fue nombrada candidata a diputada nacional en representación de la Federación Bartolina Sisa por el Movimiento al Socialismo y fue posesionada como diputada plurinominal en la Asamblea Legislativa Plurinacional de Bolivia  para el departamento de Santa Cruz en la legislatura 2010-2015.

### Secretaria ejecutiva de "Las Bartolinas"
Flores es dirigente de la Confederación Nacional de Mujeres Campesinas Indígenas Originarias de Bolivia Bartolina Sisa y una de las líderes más importantes del Pacto de Unidad, agrupación que aglutina a los movimientos sociales afines al MAS.
En 2019 participó en XVIII Periodo de Sesiones del Foro Permanente para las Cuestiones Indígenas, en Naciones Unidas representando a la organización.

## Reconocimientos
En septiembre de 2018, el Gobierno Municipal de Santa Cruz de la Sierra le otorgó la Medalla al Mérito Municipal como reconocimiento a "su trayectoria, trabajo y compromiso por la lucha de los derechos de las mujeres en igualdad de condiciones".